# Clariger papillosus
Clariger papillosus är en fiskart som beskrevs av Ebina, 1935. Clariger papillosus ingår i släktet Clariger och familjen smörbultsfiskar. Inga underarter finns listade i Catalogue of Life.